# Gary Lewis & the Playboys
Gary Lewis & the Playboys foi o conjunto liderado por Gary, filho de Jerry Lewis. Embora figurasse como baterista do grupo, nas gravações atuavam bateristas de estúdio, o principal deles sendo o consagrado Jim Keltner.

## Histórico
Sob o comando de um produtor habilidoso (Snuff Garrett), colocaram várias músicas entre as "10 mais" da parada americana, entre 1965 e 1968, como por exemplo "This Diamond Ring", "Count me in", "Save your heart for me", "Everybody loves a clown", "She's just my stile", "Sure Gonna Miss Her" , "Green Grass", "Sealed With a Kiss" , "Sara Jane" e "When Summer is Gone".
Seus álbuns eram recheados de "covers", em geral bem produzidos.
O único CD do grupo lançado no Brasil foi pela EMI, numa série denominada "Meus momentos", a qual contém seu maior sucesso no país: "When Summer is gone".
Dentre os importados, destacam-se: "Legendary Masters Series" (compilação de "singles"), "Everybody loves a clown/She's just my style" (2 álbuns em um cd, selo Liberty) e "This Diamond Ring/A Session Whit" (2 álbuns num cd, selo Taragon).

## Discografia
- 1965
  - Everybody Loves a Clown (selo Liberty)
  - A session with Gary Lewis & The Playboys (Liberty)
  - This Diamond Ring (United Artists)
- 1966
  - She's just my style (Liberty)
- 1967
  - (You don't have to) Paint me a picture (Liberty)
  - Listen (Liberty)
  - New Directions (Liberty)
  - Playboys (Sunset)
- 1968
  - Close cover before playing (Liberty)
  - Gary Lewis Now! (Liberty)
- 1969
  - I'm on the right road now (Liberty)
  - Rhythm of the rain (Liberty)
  - Rhythm (Sunset)